# Associazione Calcio Pro Sesto 2007-2008
Questa pagina raccoglie le informazioni riguardanti l'Associazione Calcio Pro Sesto nelle competizioni ufficiali della stagione 2007-2008.

## Stagione
Nella stagione 2007-2008 la Pro Sesto ha disputato il girone A del campionato di Serie C1, ottenendo l'undicesimo posto in classifica con 43 punti. Il torneo è stato vinto con 63 punti dal Sassuolo che ha ottenuto la promozione diretta in Serie B, la seconda promossa è stata il Cittadella che ha vinto i Play-off. Per la Pro Sesto si è trattato di un campionato migliore di quanto possa far pensare un undicesimo posto, avendo ottenuto cinque vittorie in trasferta, la più prestigiosa contro il Cittadella, poi promosso in Serie B. Miglior marcatore stagionale il toscano Riccardo Musetti, preso in prestito dal Treviso, ma che ha giocato la scorsa stagione a Massa, autore di 11 reti in campionato. Questa stagione sarà però ricordata a Sesto San Giovanni per lo storico successo ottenuto della squadra Beretti, i ragazzi di Gianluca Andrissi che si sono laureati Campioni d'Italia della loro categoria, si tratta del più importante successo nella storia della Pro Sesto a livello giovanile. Nella Coppa Italia di Serie C la Pro Sesto ha disputato il girone C di qualificazione, che ha promosso il Pavia, ottenendo una sola vittoria a Monza.

## Organigramma societario
Area Direttiva
- Presidente: Elisabetta Pasini
- Vicepresidente: Pierfrancesco Gallizzi
- Amm. delegato: Giuseppe Pasini
- Direttore sportivo: Cristiano Giaretta

Area Tecnica
- Allenatore: Antonio Sala
- Preparatore atletico: Ciro Improta
- Medico sociale: dott. Enrico Mariani
- Fisioterapisti: Marco Rossetti e Panajotis Malavazos

## Rosa
| N. |                           | Ruolo | Calciatore           |
| -- | ------------------------- | ----- | -------------------- |
|    | Italia (bandiera)         | C     | Maurizio Bedin       |
|    | Francia (bandiera)        | C     | Rodrigue Boisfer     |
|    | Italia (bandiera)         | D     | Davide Cattaneo      |
|    | Italia (bandiera)         | C     | Matteo Cavagna       |
|    | Italia (bandiera)         | A     | Marco Dalla Costa    |
|    | Italia (bandiera)         | D     | Stefano Dicuonzo     |
|    | Italia (bandiera)         | D     | Alessio D'Imporzano  |
|    | Italia (bandiera)         | C     | Paolo Facchinetti    |
|    | Italia (bandiera)         | D     | Simone Fautario      |
|    | Italia (bandiera)         | C     | Pasquale Fracassetti |
|    | Italia (bandiera)         | D     | Daniele Gregori      |
|    | Costa d'Avorio (bandiera) | C     | Youssouf Konè        |
|    | Italia (bandiera)         | D     | Alessandro Lambrughi |

| N. |                    | Ruolo | Calciatore         |
| -- | ------------------ | ----- | ------------------ |
|    | Italia (bandiera)  | C     | Simon Laner        |
|    | Francia (bandiera) | A     | Robert Maah        |
|    | Senegal (bandiera) | A     | Mbaye Bamba        |
|    | Francia (bandiera) | A     | Nassim Mendil      |
|    | Francia (bandiera) | P     | Mathieu Moreau     |
|    | Italia (bandiera)  | A     | Riccardo Musetti   |
|    | Italia (bandiera)  | C     | Luca Palazzo       |
|    | Ucraina (bandiera) | D     | Serhiy Predko      |
|    | Italia (bandiera)  | D     | Andrea Aldo Preite |
|    | Italia (bandiera)  | D     | Simone Rota        |
|    | Italia (bandiera)  | C     | Marco Valtulina    |
|    | Italia (bandiera)  | D     | Fabio Vignati      |
|    | Brasile (bandiera) | P     | Massimo Zappino    |

## Risultati

### Campionato

#### Girone di andata
| Arbitro: | Passeri (Gubbio) |

|             |           |             |
| Unniemi 82’ | Marcatori | 24’ Musetti |

| Arbitro: | Marrocco (Pisa) |

|  |           |                            |
|  | Marcatori | 40’ Romondini 49’ Veronese |

| Arbitro: | Zanichelli (Genova) |

|              |           |          |
| Da Silva 54’ | Marcatori | 42’ Maah |

| Arbitro: | G. Stefanini (Livorno) |

|               |           |  |
| Maah 49’, 68’ | Marcatori |  |

| Arbitro: | Gambini (Roma) |

|             |           |                              |
| Cantoro 80’ | Marcatori | 33’ Cattaneo 47’, 90+3’ Maah |

| Arbitro: | Tasso (La Spezia) |

|                 |           |            |
| Dalla Costa 83’ | Marcatori | 72’ Turchi |

| Arbitro: | Vuoto (Livorno) |

|              |           |  |
| M. Rigoni 5’ | Marcatori |  |

| Arbitro: | Barbiero (Vicenza) |

|                |           |         |
| Laner 48’, 51’ | Marcatori | 58’ Sau |

| Arbitro: | Barletta (Bernalda) |

|                                    |           |  |
| Jidayi 15’ Girelli 17’ Masucci 65’ | Marcatori |  |

| Arbitro: | Pecorelli (Arezzo) |

|             |           |                              |
| Musetti 43’ | Marcatori | 81’ Coralli 90+2’ De Gasperi |

| Arbitro: | Ruini (Reggio Emilia) |

|                            |           |                 |
| Negrini 16’ Gasparello 32’ | Marcatori | 26’ Facchinetti |

| Arbitro: | Corletto (Castelfranco Veneto) |

|                                    |           |                        |
| Moretti 4’ Zauli 35’ Zanoletti 89’ | Marcatori | 13’ Mendil 24’ Musetti |

| Arbitro: | Del Giovane (Albano Laziale) |

|              |           |                              |
| Catteneo 57’ | Marcatori | 22’ Foglio 67’ (rig.) Arioli |

| Arbitro: | La Rocca (Ercolano) |

|                          |           |                          |
| Rubino 41’ Matteassi 52’ | Marcatori | 50’ Gregori 90+4’ Mendil |

| Arbitro: | Candussio (Cervignano del Friuli) |

|                                 |           |              |
| Valtulina 89’ Dalla Costa 90+1’ | Marcatori | 60’ Cotroneo |

| Arbitro: | Spadaccini (Vasto) |

|  |           |             |
|  | Marcatori | 40’ Musetti |

| Arbitro: | Giancola (Vasto) |

|                         |           |                              |
| Musetti 42’ Boisfer 63’ | Marcatori | 60’ Iacopino 90+3’ Zaffaroni |

#### Girone di ritorno
| Arbitro: | Gambini (Roma) |

|                      |           |                                        |
| Facchinetti 42’, 50’ | Marcatori | 3’ Alfano 6’, 52’ Geraldi 80’ Catalano |

| Arbitro: | Merchiori (Ferrara) |

|                |           |             |
| Poggi 10’, 89’ | Marcatori | 54’ Musetti |

| Arbitro: | Borracci (San Benedetto del Tronto) |

|            |           |              |
| Mendil 27’ | Marcatori | 88’ Da Silva |

| Arbitro: | Liotta (Caltanissetta) |

|                  |           |  |
| Colombaretti 14’ | Marcatori |  |

| Arbitro: | De Benedictis (Bari) |

|                                    |           |  |
| Mendil 13’ Cattaneo 31’ Preite 65’ | Marcatori |  |

| Arbitro: | Meli (Parma) |

|                   |           |                 |
| Coresi 84’ (rig.) | Marcatori | 87’ Fracassetti |

| Arbitro: | Ferraioli (Nocera Inferiore) |

|                          |           |               |
| Musetti 11’ Mendil 45+2’ | Marcatori | 61’ Scandurra |

| Arbitro: | Cafari Panico (Cassino) |

|  |           |             |
|  | Marcatori | 24’ Musetti |

| Arbitro: | Colasanti (Grosseto) |

|  |           |             |
|  | Marcatori | 72’ Masucci |

| Arbitro: | La Rocca (Ercolano) |

|                    |           |                                           |
| Meggiorini 6’, 11’ | Marcatori | 44’ (aut.) Tricoli 79’ Gregori 90+3’ Maah |

| Arbitro: | Barletta (Bernalda) |

|          |           |             |
| Maah 19’ | Marcatori | 21’ Negrini |

| Sesto San Giovanni 31 marzo 2008 29ª giornata | Pro Sesto        | 0 – 0 | Cremonese | Stadio Ernesto Breda\| Arbitro: \| Giancola (Vasto) \| |
| Arbitro:                                      | Giancola (Vasto) |       |           |                                                        |

| Legnano 6 aprile 2008 30ª giornata | Legnano           | 0 – 0 | Pro Sesto | Stadio Giovanni Mari\| Arbitro: \| Bellutti (Trento) \| |
| Arbitro:                           | Bellutti (Trento) |       |           |                                                         |

| Arbitro: | La Mura (Nocera Inferiore) |

|                         |           |  |
| Musetti 43’, 68’ (rig.) | Marcatori |  |

| Arbitro: | Carbone (Napoli) |

|                 |           |                         |
| Di Venanzio 55’ | Marcatori | 22’ Vignati 81’ Musetti |

| Arbitro: | Gallione (Alessandria) |

|            |           |                                  |
| Mendil 29’ | Marcatori | 61’ (rig.), 90+3’ (rig.) Savoldi |

| Arbitro: | Giacomelli (Trieste) |

|                                                  |           |  |
| P. Rossi 7’ (rig.) Arcidiacono 10’ G. Grieco 89’ | Marcatori |  |

### Coppa Italia di Serie C

#### Girone C
| Arbitro: | Pizzi (saronno) |

|  |           |                   |
|  | Marcatori | 22’ De Vincenziis |

| Arbitro: | Di Pilato (Bergamo) |

|  |           |                 |
|  | Marcatori | 73’ D'Imporzano |

| Arbitro: | Trentalange (Nichelino) |

|  |           |            |
|  | Marcatori | 35’ Mazzeo |

| Casale Monferrato 5 settembre 2007 4ª giornata | Casale                | 0 – 0 | Pro Sesto | Stadio Natale Palli\| Arbitro: \| Buonocore (Nichelino) \| |
| Arbitro:                                       | Buonocore (Nichelino) |       |           |                                                            |

| 12 settembre 2007 5ª giornata |  | – Turno di riposo Pro Sesto |  |  |